# Волосково (Московская область)
Волосково — деревня в Можайском районе Московской области в составе Юрловского сельского поселения. Население — 3 чел. (2010). До 2006 года Волосково входило в состав Юрловского сельского округа.
Деревня расположена в южной части района, на левом берегу реки Берега (приток Протвы), примерно в 30 км к юго-западу от Можайска, высота центра над уровнем моря 195 м. Ближайшие населённые пункты — Шеляково на востоке и Купрово на юго-западе.

## Население
| 2002 | 2006 | 2010 |
| ---- | ---- | ---- |
| 9    | ↘6   | ↘3   |